# Сабеселіо
Сабеселіо (груз. საბესელიო) — село в Грузії.
За даними перепису населення 2014 року в селі проживає 372 особи.